# Никишов, Анатолий Ильич
Анатолий Ильич Никишов (род. 1930) — российский физик-теоретик, доктор физико-математических наук.
Работает в отделе теоретической физики ФИАН (Физический институт им. П. Н. Лебедева РАН, г. Москва), главный научный сотрудник.
Некоторые публикации:
- Гравитационное излучение систем и роль их силового поля. / А. И. Никишов, В. И. Ритус. // УФН, 180:11 (2010), 1135—1165
- Эквивалентные наборы решений уравнения Клейна-Гордона в постоянном электрическом поле. / А. И. Никишов. // ТМФ, 136:1 (2003), 77-89
- Дискретные симметрии в задачах квантового рассеяния. / А. И. Никишов. // ТМФ, 98:1 (1994), 60-79
- Ширина линий Стокса. / А. И. Никишов, В. И. Ритус. //ТМФ, 92:1 (1992), 24-40
- Решения уравнений Клейна-Гордона и Дирака для частицы в постоянном электрическом поле и распространяющейся вдоль него плоской электромагнитной волне. / Н. Б. Нарожный, А. И. Никишов. // ТМФ, 26:1 (1976), 16-34
- SS-матрица квантовой электродинамики внешнего поля. / А. И. Никишов. // ТМФ, 20:1 (1974), 48-56
- Absorption of High-Energy Photons in the Universe. // ЖЭТФ, Том 41, Вып. 2, стр. 549, Февраль 1962[2]

Лауреат премии Тамма 1983 года — за цикл работ «Квантовая электродинамика явлений в интенсивном поле».